# Cecilia Rodhe
Cecilia Catharina Björnsdotter Rodhe (även Cécilia Rhode), född 1 september 1961 i Göteborg, är en svensk fotomodell som blev Fröken Sverige 1978.
Hennes far Björn (1928–2011) var fotograf och gillade alltid personfotografier. Cecilia Rodhe såg därför i en tidig ålder chansen att komma ut i världen som modell och med hjälp av sin far startade hon en lång karriär i USA där hon fortfarande arbetar och bor. 
Hon har varit gift med tennisspelaren Yannick Noah. De fick två barn tillsammans, Yelena och Joakim. Sonen är basketspelare och spelar för Memphis Grizzlies.